# Klasse Kriminale (album)
Klasse Kriminale è il nono album in studio del gruppo Oi! omonimo.

## Brani
1. Dio è Con Noi - 2'22"
2. Make Love & Make War - 2'04"
3. Spacca Tutto! - 1'25"
4. Reclaim The Street - 2'17"
5. Noi! - 2'28"
6. Sono Stufo - 2'49"
7. Corri Corri - 2'00"
8. T.A.Z. (Temporary Autonomous Zone) - 2'22"
9. Anarchia Libertà - 2'38"
10. Fuggi Via - 1'44"
11. Loro - 3'39"
12. Skunx - 1'56"
13. Produci Consuma Crepa - 2'09"
14. Pianeta Spazzatura - 2'44"
15. United & Free - 3'36"
16. Tu 6 Me. - 1'53"
17. Skunx (traccia video) - 2'15"